# Jessica Madsen
Jessica Shirley Madsen (* 11. April 1992 in Westminster) ist eine britische Schauspielerin.

## Leben und Karriere
Madsen wurde am 11. April 1992 in Westminster geboren. Später wuchs sie in Surrey auf. Madsens Urgroßtante mütterlicherseits war die englische Schriftstellerin Dorothy Whipple. Väterlicherseits ist sie dänischer Abstammung. Sie besuchte die Notre Dame Preparatory School.
Sie bezeichnet sich selbst als queer.
Nach ihrem Schulabschluss studierte sie an der Guildhall School of Music and Drama.
Sie gab 2013 in jeweils einer Episode der Fernsehserien Breathless, Playhouse Presents und Babylon ihr Fernsehschauspieldebüt. Anschließend war sie 2017 in dem Film Leatherface zu sehen. Unter anderem wurde sie für die Serie Tina and Bobby gecastet. 2019 bekam Madsen in dem Film Dark Light eine Hauptrolle. Im selben Jahr trat sie in Rambo: Last Blood auf. Seit 2020 spielt sie in Bridgerton mit, wo sie Cressida Cowper spielt.

## Filmografie
Filme
- 2017: The Fowl
- 2017: Leatherface
- 2019: Dark Light
- 2019: Rambo: Last Blood

Serien
- 2013: Breathless
- 2014: Playhouse Presents
- 2014: Babylon
- 2015: Holby City
- 2015: Mr Selfridge
- 2017: Tina and Bobby
- seit 2020: Bridgerton

Videospiele
- 2017: Need for Speed Payback (Stimme von Jessica Miller)

## Theater
- 2014: Swimming

## Auszeichnungen

### Nominiert
- 2021: Screen Actors Guild Award in der Kategorie „Bestes Schauspielensemble in einer Dramaserie“[7]